# Pomayrols
Pomayrols är en kommun i departementet Aveyron i regionen Occitanien i södra Frankrike. Kommunen ligger  i kantonen Saint-Geniez-d'Olt som ligger i arrondissementet Rodez. År 2022 hade Pomayrols 118 invånare.

## Befolkningsutveckling
Antalet invånare i kommunen Pomayrols
Referens: INSEE

## Galleri

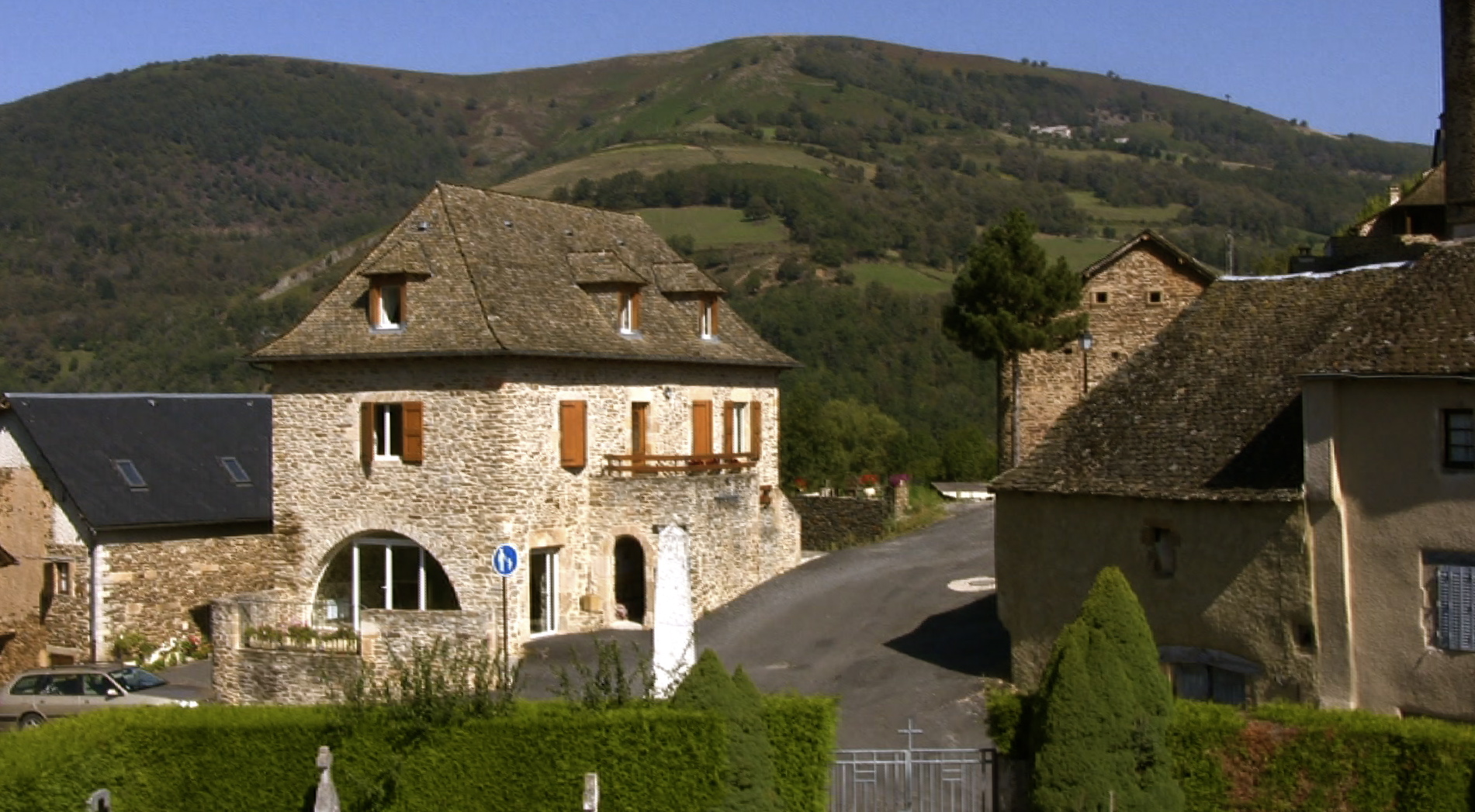
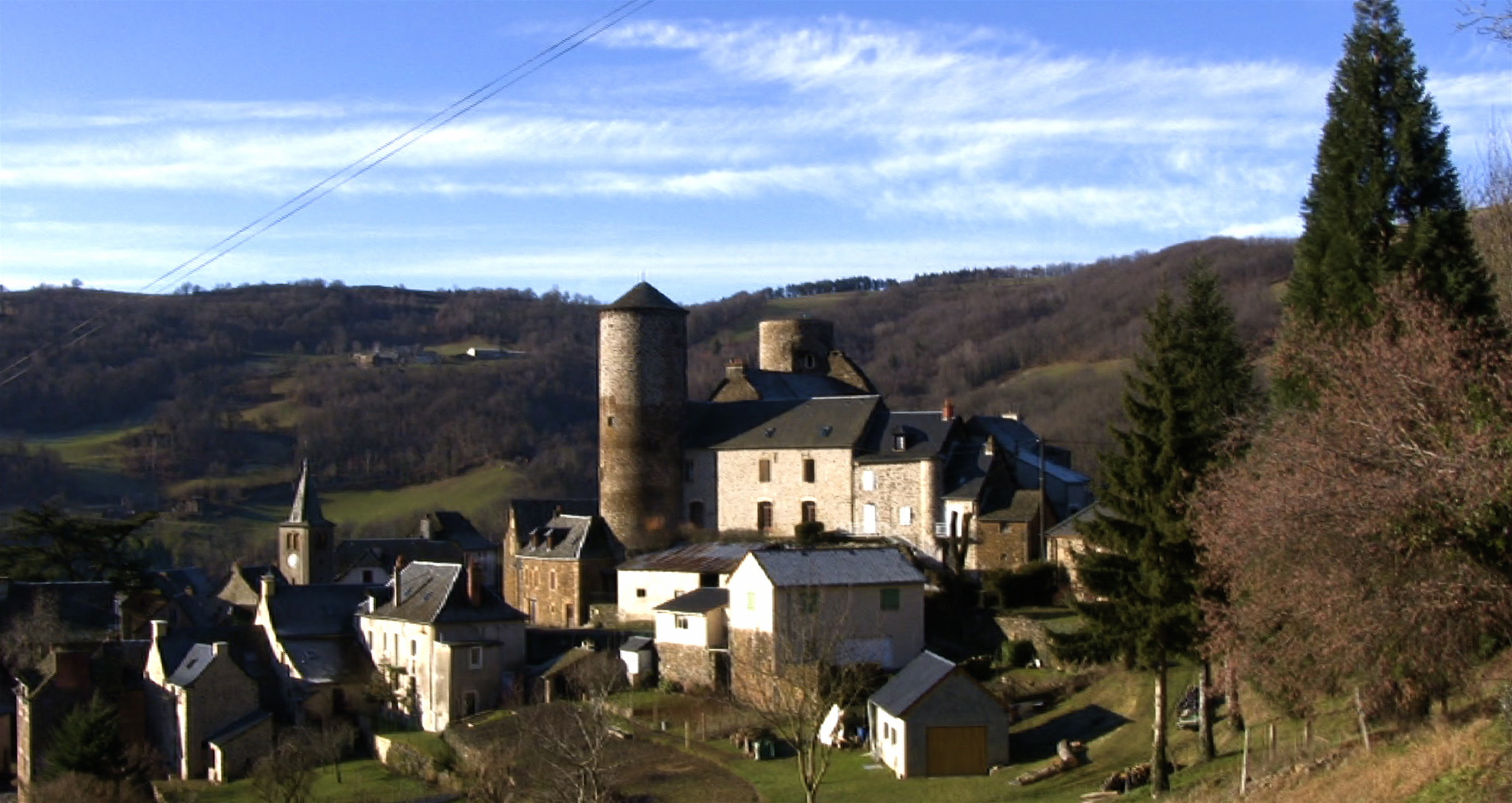